# A.K.A. I-D-I-O-T
A.K.A. I-D-I-O-T je EP vydané kapelou The Hives v roce 1998. A.K.A. I-D-I-O-T se jmenuje i song na debutovém album Barely Legal. Některé písně z této desky se objevily i na kompilaci Your New Favourite Band.

## Seznam písní
1. " A.K.A. I-D-I-O-T "
2. "Outsmarted"
3. "Untutored Youth"
4. "Fever"
5. "Mad Man"
6. "Numbers"